# Hans Leushuis
Johannes Nicolaas (Hans) Leushuis (Eindhoven, 11 augustus 1950) is een Nederlandse voormalig voetballer en voetbaltrainer.

## Loopbaan
Leushuis was op meerdere posities inzetbaar, met name op de linkerflank. 
Hij begon zijn carrière bij het Eindhovense Gestelse Boys, waarna hij de overstap maakte naar PSV. Daar kwam hij echter niet aan de bak door een dubbele beenbreuk. In juli 1970 toonde Willem II belangstelling voor zijn broer Willem die toen bij Eindhoven speelde. Willem Leushuis sloeg het aanbod van de Tilburgers echter af Willem ll contracteerde zijn broer Hans.
Hans Leushuis speelde in totaal acht seizoenen voor Willem II (219 officiële wedstrijden). In zijn laatste seizoen speelde hij, mede door een liesblessure, slechts zeven competitiewedstrijden in het eerste elftal.
De Eindhovenaar, die als semiprof een bijbaan als gymnastiekleraar had in Weert, vond een club in de nabije omgeving: FC VVV. Hij tekende in 1978 een eenjarig contract bij de Venlose eredivisionist.
In het seizoen 1978-79 kwam hij uiteindelijk tot tien competitiewedstrijden. Na de degradatie in 1979 werd zijn contract niet verlengd. Leushuis koos vervolgens voor zijn maatschappelijke carrière en speelde nog zeven seizoenen voor Wilhelmina '08. Daarna trainde hij de volgende clubs: Belfeldia (3 jaar), FCV (1 jaar), VVV (1,5 jaar assistent-trainer selectie), Wilhelmina '08 (3,5 jaar), SV Deurne (2 jaar), SV Budel (1 jaar), FC ODA (2 jaar) en SVC 2000 (2 jaar).

## Statistieken
| Seizoen         | Club            | Competitie      | Competitie | Competitie | Beker | Beker | Nacompetitie | Nacompetitie | Totaal | Totaal |
| Seizoen         | Club            | Competitie      | Wed.       | Dlp.       | Wed.  | Dlp.  | Wed.         | Dlp.         | Wed.   | Dlp.   |
| --------------- | --------------- | --------------- | ---------- | ---------- | ----- | ----- | ------------ | ------------ | ------ | ------ |
| 1970/71         | Willem II       | Eerste divisie  | 15         | 0          | 1     | 0     | —            | —            | 16     | 0      |
| 1971/72         | Willem II       | Eerste divisie  | 34         | 3          | 1     | 0     | —            | —            | 35     | 3      |
| 1972/73         | Willem II       | Eerste divisie  | 24         | 1          | 1     | 0     | —            | —            | 25     | 1      |
| 1973/74         | Willem II       | Eerste divisie  | 33         | 2          | 2     | 2     | —            | —            | 35     | 4      |
| 1974/75         | Willem II       | Eerste divisie  | 25         | 1          | 1     | 1     | —            | —            | 26     | 2      |
| 1975/76         | Willem II       | Eerste divisie  | 33         | 3          | 1     | 0     | —            | —            | 34     | 3      |
| 1976/77         | Willem II       | Eerste divisie  | 34         | 0          | 2     | 0     | —            | —            | 36     | 0      |
| 1977/78         | Willem II       | Eerste divisie  | 7          | 0          | 1     | 0     | —            | —            | 8      | 0      |
| 1978/79         | FC VVV          | Eredivisie      | 10         | 0          | 0     | 0     | —            | —            | 10     | 0      |
| Carrière totaal | Carrière totaal | Carrière totaal | 215        | 10         | 10    | 3     | 0            | 0            | 225    | 13     |

## Trivia
Leushuis' broer Willem is ook een ex-profvoetballer die o.m. speelde bij FC Eindhoven, FC Wageningen en FC Den Bosch.